# Гордон, Джордж Генри
Джордж Генри Гордон (англ. George Henry Gordon; 19 июля 1823 — 30 августа 1886) — американский юрист и военный, выпускник Вест-Пойнта, участник Мексиканской войны, бригадный и дивизионный командир федеральной армии в годы Гражданской войны. После войны опубликовал несколько книг по истории гражданской войны.

## Ранние годы

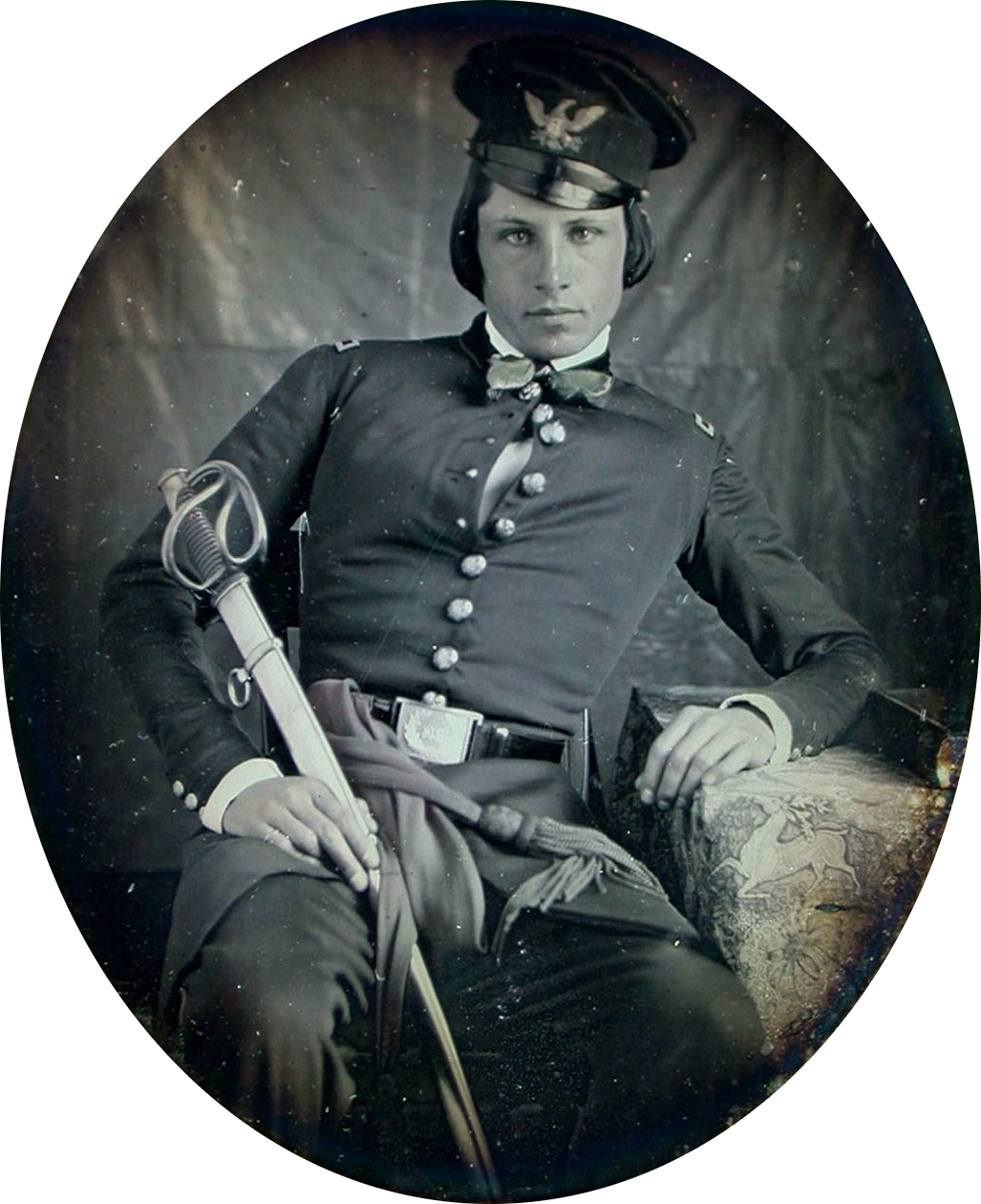
Джордж Гордон после выпуска в 1846 году

Гордон родился в Массачусетском Чарльзтауне, в семье Роберта Гордона и Элизабет Карлайл (1791 – 1882). У него был старший брат Роберт (1821 - 1881). Его отец умер. когда ему было 5 лет, и семья переехала во Фреймингем. В 1842 году Гордон поступил в военную академию Вест-Пойнт и окончил её 43-м по успеваемости в выпуске 1846 года. Он был определён временным вторым лейтенантом в полк конных стрелков.
После выпуска Гордон служил в Джефферсоновских Казармах в Миссури, а когда началась мексиканская война, он участвовал в Мексиканской кампании Уинфилда Скотта: участвовал в осаде Веракруса в марте 1847 года, в наступлении на Мехико и в сражении при Серро-Гордо, где он был ранен. За отличие при Серро-Гордо Гордон получил временное звание первого лейтенанта (датировано 18 апреля 1847 года). Несмотря на ранение, Гордон участвовал в сражении при Контрерас (19 августа), в штурме Чапультепека и в захвате Мехико. 21 декабря 1847 года он был тяжело ранен в перестрелке с партизанами у моста Сан-Хуан. В 1848 году его перевели на рекрутскую службу.
В 1848 - 1849 году находится в отпуске по болезни. 8 января 1848 года получил постоянное звание второго лейтенанта.
В 1849 - 1850 годах служил в кавалерийской школе в Карлайле, в 1850 - 1851 годах соужил в форте Ванкувер на территории Вашингтон, в 1851 году был переведён в гарнизон Ньюпортских Казарм в Кентукки, в 1852 году - снова в кавалерийской школе. В 1852 - 1853 годах служил на фронтире в форте Скотт (Канзас), а в 1853 году - в форте Ливенворт. 30 августа 1853 года получил постоянное звание первого лейтенанта.
В 1853 году участвовал в походе на Ларами (Дакота). 31 октября 1854 году Гордон уволился из рядов армии США.
После увольнения он выучился на юриста в гарвардской Юридической школе и открыл практику в Бостоне. Одновременно он вступил в ополчение штата, где дослужился до звания майора.

## Гражданская война
Когда началась Гражданская война, Гордон отправился в губернатору Массачусетса (15 апреля) тот пообещал поручить ему первый же набранный полк. При содействии бывших офицеров ополчения штата Гордон за несколько дней собрал 30 000 долларов на снаряжение полка, (65% от необходимой суммы). Так как у Гордона не было формального разрешения на набор полка, то он 29 апреля встретился с Военным Секретарём и добился от него формальной санкции. В итоге Гордон набрал и сформирован 2-й Массачусетский пехотный полк, и 24 мая 1861 года получил звание полковника добровольческой армии, возглавив этот полк. В июле полк был отправлен в долину Шенандоа, в армию генерала Паттерсона. 14 июля полк был включён в бригаду Джона Эберкромби. 18 июля полк Гордона был отправлен в Харперс-Ферри, а сам Гордон назначен командиром гарнизона города. Впоследствии Паттерсона заменили на Бэнкса, а Гордон с конца августа командовал бригадой в армии Бэнкса. 25 сентября он официально стал командиром третьей бригады армии Бэнкса, которая состояла из пяти полков:
- 2-й Массачусетский пехотный полк
- 28-й Нью-Йоркский пехотный полк
- 19-й Нью-Йоркский пехотный полк
- 5-й Коннектикутский пехотный полк
- 46-й Пенсильванский пехотный полк

В 1861 году его бригада охранял переправы через Потомак, с января по март 1862 года стоял во Фредерике. В марте началась кампания в долине Шенандоа: бригада заняла Харперс-Ферри, а затем Винчестер. Она не была задействована в первом сражении при Кернстауне, но участвовала в преследовании отступающей армии Томаса Джексона и к началу мая стояла в Страстберге. 23 мая Джексон атаковал и разбил федеральный отряд во Фронт-Рояле. Опасаясь окружения, Бэнкс начал отступать к Винчестеру: первой шла бригада Донелли, за ней бригада Гордона. Когда южане атаковали федеральные обозы около Ньютауна, Гордону было приказано выбить их из Ньютауна и держать город. Гордону удалось спасти обоз, но, ввиду отсутствия лошадей, он приказал уничтожить примерно 50 повозок. Его бригада стала отступать от Ньютауна, ведя арьергардные бои с Бригадой Каменной Стены.
Гордон вошёл в Винчестер ночью 25 мая. Утром началось первое сражение при Винчестере. Бригада Гордона развернулась на южной окраине города, правее дороги Велли-Тенпайк. При этом полки занимали позиции сами, без указаний от генералов. Гордон отсутствовал на поле боя - в то утро курьеры нашли его в его номере в городском отеле. Впоследствии в мемуарах Гордон писал, что лично размещал полки на позиции.
Крайним справа стоял 2-й Массачусетский, левее 3-й Висконсинский, левее 27-й Индианский и на левом фланге 29-й Пенсильванский. Левее Гордона стояли несколько полков бригады Донелли. На этой позиции Гордона атаковала с фронта Бригада Каменной Стены, а бригада Тейлора вышла ему в правый фланг. Гордон перебросил Индианский и Пенсильванский полки на правый фланг, но удержать позицию не получилось, и он начал отводить бригаду через Винчестер на Мартинсбергскую дорогу.
Когда бригада отступила за Потомак, командование ею (28 мая) принял бригадный генерал Джордж Грин. Он был опытным генералом, и в бригаде не желали расставаться с Гордоном, «даже если бы вместо него прислали ангела», по выражению одного из современников. Бэнкс решил восстановить справедливость, связался с Военным департаментом и благодаря его усилиям Гордон 12 июня получил звание бригадного генерала (датированное 9 июня). 2-й Массачусетский он сдал подполковнику Эндрюсу, который получил звание полковника. В это время бригада была направлена во Фронт-Рояль. Гордон принял там командование 25 июня.
26 июня пришло сообщение о том, что в Вирджинии формируется новая армия под командованием Джона Поупа, и отряд Бэнкса передаётся это армии как II корпус. «Я хорошо помню день, когда этот приказ доставили в мой штаб, — вспоминал Гордон, — за изматывающей жарой последовал ужасающий шторм, и тяжёлые облака, заслоняя солнце, сделали окрестные пейзажи необычайно унылыми. Сверкали молнии, монотонно рокотал гром - подходящая прелюдия, наверное, к любой трагедии. Для нас, в начале нашей новой кампании это было плохим предзнаменованием...». 

### Гордон и Бэнкс
Впоследствии мемуары Гордона стали одним из основных источников по истории кампании в долине и едва ли не единственным для оценки действий Бэнкса. Историк Уильям Миллер писал, что именно по этой причине в историографии сложилось критическое отношение к Бэнксу, и именно его стали воспринимать виновником неудач при Фронт-Рояль и Винчестере. Миллер полагал, что мнение Гордона требует критического анализа. Гордон был выпускником Вест-Пойнта и имел все основания недолюбливать Бэнкса, который был политическим назначенцем. Гордон изображает Бэнкса как нерешительного человека, который растерялся в кризисной ситуации. Но этого не следует из анализа донесений Бэнкса и из свидетельств офицеров его штаба. Так же Гордон возлагает на Бэнкса всю ответственность за неудачи, хотя причиной были распоряжения Военного Департамента, против которых Бэнкс возражал и, соответственно, обвинение Гордона не имеет оснований. Бэнкс проиграл два небольших сражения и потерял много припасов, но против него действовали втрое превосходящие силы и он против своей воли находился на слабой позиции, но всё же спас основную часть своей армии.

### Северовирджинская кампания
6 июля бригада отправилась на восток, перешла Голубые Горы и вышла к Уоррентону. Там бригада Гордона простояла до начала августа, а в августе началась Северовирджинская кампания. Генерал Поуп решил захватить Гордонсвилл, а навстречу ему выступил Томас Джексон с тремя дивизиями. 9 августа противники встретились у реки Седар-Крик. Гордон привёл свою бригаду на поле боя в полдень и занял позицию на правом фланге армии, на высоте. Он вспоминал, что это была сильная позиция, но едва ли Бэнкс знал это, и едва ли он вообще знал о местонахождении бригады Гордона.(286) Около 17:00 Бэнкс приказал атаковать правым флангом, бригадой Кроуфорда, к которой приказал присоединиться 3-му висконсинскому полку из бригады Гордона. В 17:30 генерал Уильямс приказал Гордону начать атаку по его сигналу, но сигнала всё не поступало. Вместо этого прибыл курьер от Бэнкса с просьбой отправить к нему 2-й Массачусетский. Гордон начал выполнять приказ, и в этот момент курьер от Уильямса приказал двинуть всю бригаду вперёд, на помощь Кроуфорду. Гордон повёл бригаду вперёд, но к этому времени бригада Кроуфорда была уже полностью разгромлена. Гордон построил бригаду, три полка, около 1500 человек, в боевую линию. Здесь он попал под атаку бригады Арчера. Южане обошли фланг 27-го Индианского полка, и тот стал отступать, за ним стал отходить 3-й Висконсинский, и на поле остался один 2-й Массачусетский. Полковник Колгроув сумел навести порядок в 27-м и вернуть его на помощь массачусетцам, но в это время с фланга ударила бригада Пендера и 27-й снова отступил. Около 18:30 вся бригада была обращена в бегство.
«Никогда за всю историю 2-го Массачусетского его потери в процентном отношении не были так велики, — вспоминал потом Гордон, — ни при Винчестере, Энтитеме, Чанселорсвилле, ни при Геттисберге, Ресаке, битве за Атланту, во время марша к морю, никогда не гибло столько людей. Во всей моей бригаде было потеряно убитыми, ранеными и пленными 466 человек - примерно 30 на каждые 100 человек».

## Послевоенная деятельность
Гордон был членом массачусетской масонской ложи Bunker Hill Lodge.

## Опубликованные работы
- History of the Second Massachusetts Regiment (1876)
- History of the Campaign of the Army of Virginia under Gen. John Pope from Cedar Mountain to Alexandria (1880)
- A War Diary of the Events of the War of the Great Rebellion, 1863-65 (1882)
- Brook Farm to Cedar Mountain (1883)